# Emmett J. Scanlan

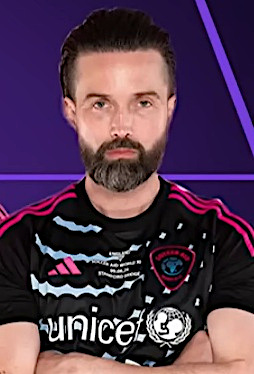
Emmett J. Scanlan (2024)

Emmett J. Scanlan (* 31. Januar 1979 in Dublin) ist ein irischer Schauspieler. Er wurde bekannt durch seine Rolle als Brendan Brady in der preisgekrönten britischen Fernsehserie Hollyoaks.

## Leben
Zurzeit spielt er in der BBC-Dramaserie The Fall sowie in der Serie In The Flesh.
2014 ist er im Thriller Breakdown gemeinsam mit Craig Fairbrass, James Cosmo, Bruce Payne, Olivia Grant und Tamer Hassan zu sehen.
Scanlan spielte 2014 ebenfalls in einer Nebenrolle in Guardians of the Galaxy mit.

## Filmografie

### Film
- 2006: Mebollix (Kurzfilm)
- 2006: Studs
- 2006: Triple Bill (Kurzfilm)
- 2008: Freakdog
- 2008: Colour From The Dark
- 2008: Trapped
- 2008: Christian Blake
- 2008: Pass Them On
- 2008: The Bet (Kurzfilm)
- 2009: The Rise of the Bricks
- 2009: Savage
- 2009: 3 Crosses
- 2010: Charlie Casanova
- 2010: BLOOD
- 2010: Glassjaw (Kurzfilm)
- 2010: Imperfect Couple (Kurzfilm)
- 2010: The Inside
- 2011: Analogue Love
- 2011: Legends of Valhalla: Thor
- 2012: Black Coffee (Kurzfilm)
- 2012: Big Top (Kurzfilm)
- 2013: Personal Appearance (Kurzfilm)
- 2013: Lapse
- 2014: Breakdown
- 2014: Guardians of the Galaxy[3]
- 2014: Patrick’s Day
- 2025: A Working Man

### Fernsehen
- 2004: The Big Bow Wow
- 2007: Paddywhackery
- 2008: The Roaring Twenties
- 2008–2009: The Clinic
- 2009: Marú
- 2009: The Phone
- 2009: Mattie
- 2010: The Guards
- 2010–2013: Hollyoaks
- 2010: Hollyoaks: King of Hearts
- 2010: Mariana
- 2012: Hollyoaks Later
- 2013: The Fall – Tod in Belfast
- 2014: Constantine
- 2014: Atlantis
- 2014: In The Flesh
- 2015: Suspects (Fernsehserie, 1 Folge)
- 2018: Safe
- 2018: Butterfly – Alle meine Farben (Butterfly)
- 2019: Treadstone

## Auszeichnungen und Nominierungen
Scanlan wurde für seine Rolle als Brendan Bray in der Serie Hollyoaks vielfach für verschiedene Preise in unterschiedlichen Kategorien nominiert, so für die British Soap Awards, die National Television Awards und TV Choice Awards.
Er konnte dabei mehrfach u. a. den British Soap Award gewinnen, 2011 gewann er als Best Actor beim Melbourne Underground Film Festival für seine Darstellung des Charlie Barnum im Film Charlie Casanova